# Pan de Nwetwe

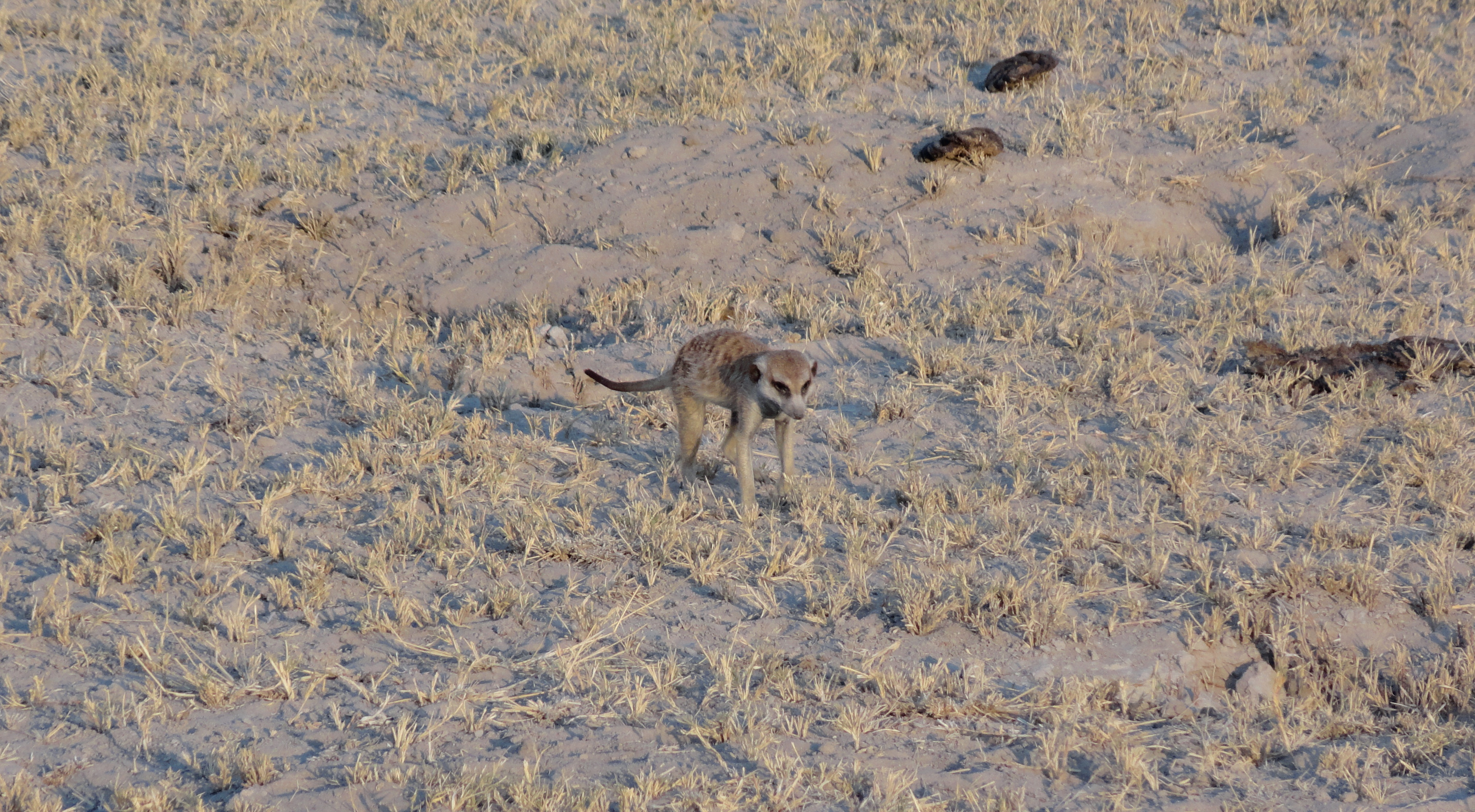
Des suricates en plein désert de Pan de Nwetwe.

Le pan de Nwetwe est un désert de sel au sein du pan de Makgadikgadi, une région du Botswana. Le Nwetwe est l'un des trois grands pans du Makgadikgadi, les deux autres étant le pan de Nxai et le pan de Sua. Le pan de Nwetwe est un lac saisonnier qui se remplit parfois à la saison des pluies.
Le Nwetwe fut décrit pour la première fois par David Livingstone lors de ses explorations dans la région. Des découvertes archéologiques ont été faites dans le pan de Nwetwe, dont des outils de l'âge de pierre qui indiquent que des gens vivaient dans la région à la préhistoire. Un grand lac occupait alors toute l'année le pan de Nwetwe.

## Sources
- (en) Cet article est partiellement ou en totalité issu de l’article de Wikipédia en anglais intitulé « Nwetwe Pan » (voir la liste des auteurs).